# Diphaglossinae
Sous-famille
Les Diphaglossinae forment une sous-famille d'insectes hyménoptères de la super-famille des Apoidea (abeilles) et de la famille des Colletidae.

## Liste des tribus et des genres
- tribu Caupolicanini Michener, 1944
  - Caupolicana (Spinola, 1851)
  - Crawfordapis (Moure, 1964)
  - Ptiloglossa (Smith, 1853)
- tribu Diphaglossini Vachal, 1909
  - Cadeguala (Reed, 1892)
  - Cadegualina (Michener, 1986)
  - Diphaglossa (Spinola, 1851)
- tribu Dissoglottini Moure, 1945
  - Mydrosoma (Smith, 1879)
  - Mydrosomella (Michener, 1986)
  - Ptiloglossidia (Moure, 1953)